# 케이블 하니스
케이블 하니스 대해 설명한다.

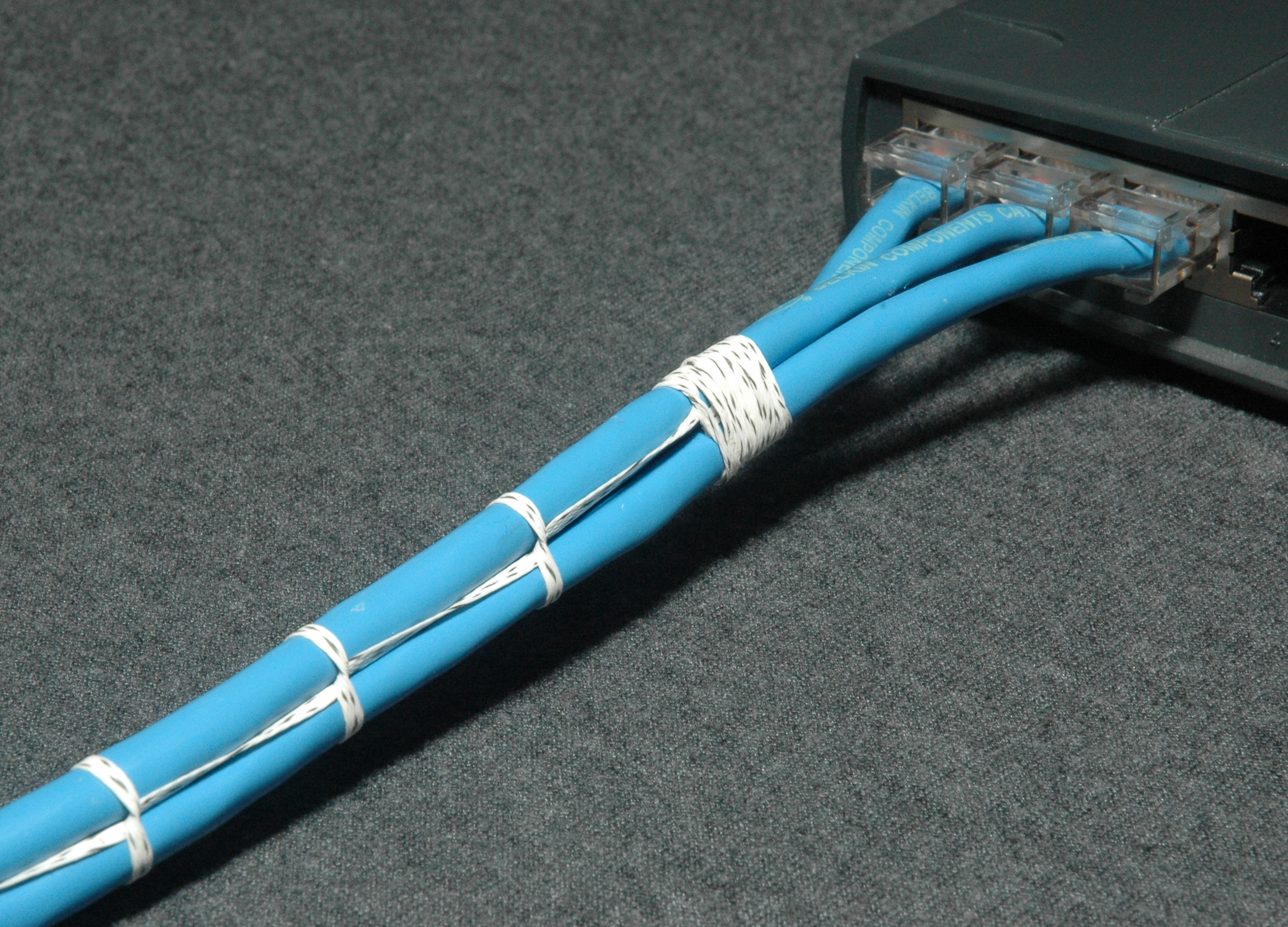

산업현장, 자동화된 기계설비, 자동차 등 많은 분야에 사용되는 자동제어반이 작동하기 위해서는 자동제어반과 PLC프로그램, 제어서보모터, 각종 센서류와, 유압 혹은 공압설비 간의 전기적 연결을 필요로 한다.
각각의 전기적 연결을 용도별, 전기적 특성별로 분류하여 배선들을 커넥터화 해서 한번에 연결시켜 작업성, 안정성, 시인성을 향상한 배선뭉치를 하니스라고 부른다. 예컨대 컴퓨터에도 보면 여러 선들이 뭉쳐져 있고 양쪽에 잭이 있는 배선을 볼 수 있다.